# Alosa de collar
L'alosa de collar (Mirafra collaris) és una espècie d'ocell de la família dels alàudids (Alaudidae)

## Hàbitat i distribució
Habita zones de sabana amb acàcies de Somàlia, sud-est d'Etiòpia i nord-est de Kenya.